# Rajabhat-Universität Chandrakasem
Die Rajabhat-Universität Chandrakasem (thailändisch มหาวิทยาลัยราชภัฏจันทรเกษม, RTGS Mahawitthayalai Ratchaphat Chan Kasem [máhǎːwíttʰájaːlaj râːtt͡ɕʰápʰát t͡ɕan kàsěːm], englisch Chandrakasem Rajabhat University) ist eine thailändische Universität im Rajabhat-System. Sie befindet sich im Ortsteil Chan Kasem im Nord-Bangkoker Bezirk Chatuchak.

## Geschichte
Die Rajabhat-Universität Chandrakasem wurde am 9. September 1940 Kolleg für Sekundarstufenlehrer ins Leben gerufen und nahm 1941 ihren Lehrbetrieb auf.
Im Jahr 1958 wurde das Angebot auf die Lehrer höherer Schulen (Colleges) erweitert und die Einrichtung auf ein etwa 14 ha großes Gelände in Chatuchak umgezogen. Am 14. Februar 1992 wurden alle Lehrerkollegs des Landes zu Rajabhat-Instituten gemacht, so auch das Chandrakasem-Lehrerkolleg.
Am 15. Juni 2004 stufte König Bhumibol Adulyadej (Rama IX.) in einem königlichen Erlass alle Rajabhat-Institute zu Rajabhat-Universitäten hoch.

## Akademische Einrichtungen
Es gibt sieben Fakultäten und eine Graduiertenschule. Die Fakultäten umfassen:
- Fakultät für Pädagogik
- Fakultät für Naturwissenschaften und Technologie
- Fakultät für Führungslehre
- Fakultät für Computer Business
- Fakultät für Geistes- und Gesellschaftswissenschaften
- Fakultät für Landwirtschaft und Biologie
- Fakultät für Medizin

Die Universität bietet Bachelor-, Master- sowie auch Doktorat-Studiengänge an.